# Cleome chilensis
Cleome chilensis är en paradisblomsterväxtart som beskrevs av Dc.. Cleome chilensis ingår i släktet paradisblomstersläktet, och familjen paradisblomsterväxter. Inga underarter finns listade i Catalogue of Life.